# Zvi H. Rosen

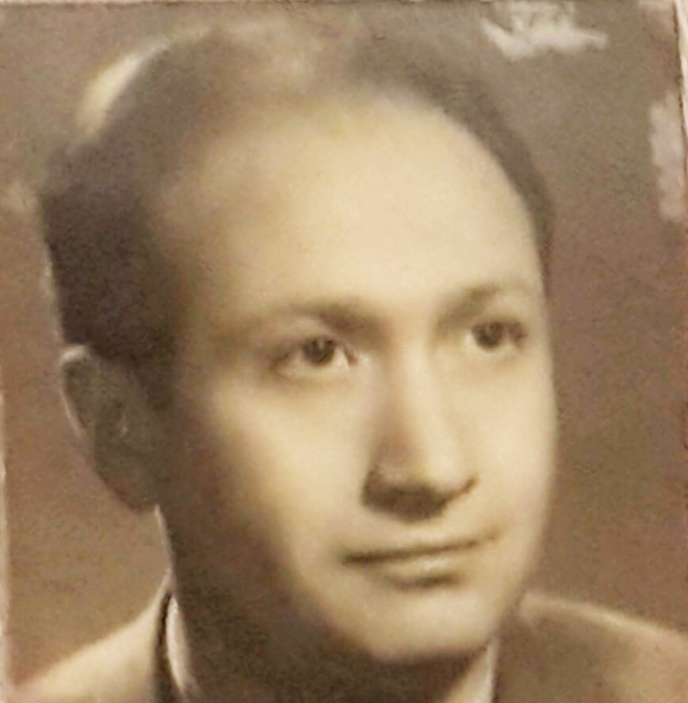
Zvi H. Rosen c. 1960

Zvi H. Rosen (* 1925 in Danzig, Freistaat Danzig; † 2014 in Tel Aviv) war ein polnisch-israelischer Philosoph. Er entkam der Verfolgung während des Nationalsozialismus, studierte und wirkte zunächst in Polen, nach Repressionen emigrierte er nach Israel, wo er von 1964 bis zu seiner Emeritierung Professor für Philosophie an der Universität Tel Aviv war.

## Leben
Zvi H. Rosen wurde 1925 in Danzig geboren. Schon in seiner Kindheit war er Zurücksetzungen durch deutsche Mitschüler ausgesetzt. 1939 begannen in Danzig jedoch die eigentlichen Verfolgungen, denen fast alle seine Familienangehörigen zum Opfer fielen. Durch glückliche Zufälle entging er den verfolgenden Behörden. Nach dem Zweiten Weltkrieg nahm Zvi H. Rosen sein Studium der Philosophie und Soziologie in Polen – zunächst in Wrocław, dann in Warschau – auf. Von 1953 bis 1958 war er Dozent der Philosophie an den Universitäten Wrocław und Warschau. 1957 erwarb er den Dr. Ph. an der Universität Warschau bei Leszek Kolakowski. Der erneut aufkommende Antisemitismus in Polen veranlasste ihn endgültig zur Auswanderung nach Israel. Nach einigen Jahren Tätigkeit als Leiter der Technischen Hochschule in Tel Aviv ist Zvi H. Rosen seit 1964 Professor für Philosophie an der Universität Tel Aviv – von 1983 bis 1988 war er Dekan der Philosophischen Fakultät. Neben vielen anderen Gastprofessuren an verschiedenen Universitäten in den USA sowie in Frankfurt am Main nahm Zvi H. Rosen 1992 die Franz-Rosenzweig-Gastprofessur an der Universität Kassel wahr. Am 29. April 2014 verstarb Zvi H. Rosen in Tel Aviv – kurz nach dem Tod seiner Frau, die er in den letzten Jahren aufopfernd pflegte. 
Seine in mehreren Sprachen – Polnisch, Englisch, Hebräisch, Deutsch – verfassten und in noch zahlreichere Sprachen übersetzten Bücher und philosophischen Abhandlungen kreisen vor allem um drei Themenfelder:
1. die philosophiegeschichtliche Erforschung der Junghegelianer – vor allem Moses Hess, Bruno Bauer und Karl Marx;
2. Studien zur politischen Philosophie von Friedrich Nietzsche;
3. die philosophische Erschließung der Kritischen Theorie, insbesondere Studien zu Max Horkheimer und Herbert Marcuse.

Alle diese drei Forschungsfelder sind miteinander verschränkt, wobei es Zvi H. Rosen jeweils besonders darum geht, den Wechselbezug politischen und religiösen Denkens herauszuarbeiten.

## Schriften (Auswahl)
- Die Junghegelianer und das Christentum. Warschau 1958.
- Economy, Society and State in Max Weber. Ramat-Gan und Toronto 1965.
- Karl Marx' Intellectual World. Ramat-Gan und Toronto 1973.
- Karl Marx und Bruno Bauer. Bruno Bauer's Influence on Marx' Thought. The Hague 1977 (übers. ins Spanische, Italienische und Japanische).
- Karl Marx und Moses Hess. Ein Beitrag zur Entstehung des Marxismus. Hamburg 1983 (übers. ins Poln. und Franz.).
- Tolerance and Violence. Tel-Aviv 1988.
- System without System: Friedrich Nietzsche. Tel-Aviv 1990.
- Max Horkheimer. München 1995.
- Interkulturalität im Denken Max Horkheimers (IKB Band 109), Verlag Traugott Bautz, Nordhausen 2006, ISBN 978-3-88309-293-5.
- Friedrich Nietzsches politische Welt. (in Vorbereitung).
- Erlebnisse und Lebensstationen sowie Karl Marx’ polemische Auseinandersetzung mit Bruno Bauers Auffassung der Judenfrage und der Emanzipation. In: Wolfdietrich Schmied-Kowarzik (Hg.): Vergegenwärtigungen des zerstörten jüdischen Erbes. Franz-Rosenzweig-Gastvorlesungen Kassel 1987–1998. Kassel 1997.

## Sekundärliteratur
- Wolfdietrich Schmied-Kowarzik (Hrsg.): Vergegenwärtigungen des zerstörten jüdischen Erbes. Franz-Rosenzweig-Gastvorlesungen, Kassel 1987–1998. Kassel University Press, Kassel 1997, ISBN  3-7281-2518-0 (Kasseler Semesterbücher, Reihe: Studia Cassellana).